# Sennuccio del Bene
Sennuccio del Bene (Firenze, 1275 circa – Avignone, 1349) è stato un poeta italiano, appartenente al Dolce stil novo, guelfo bianco.

## Biografia
Nel 1302 fu bandito da Firenze per volontà di Carlo di Valois; nel 1312 partecipò all'assedio della città natale tra le milizie di Enrico VII. L'impresa fallì e costò a Sennuccio l'esilio a vita. Nel 1313 si recò ad Avignone, al servizio del cardinale Giovanni Colonna: qui ebbe modo di conoscere Petrarca e di stringere amicizia con lui; nel 1326, graziato per l'intercessione del legato papale in Toscana e l'interessamento di papa Giovanni XXII, poté ritornare a Firenze e svolgervi l'incarico di rettore dell'Ospedale di San Bartolomeo del Mugnone, ma poi ripartì per Avignone, dove morì, vittima della peste nera.
Dei suoi componimenti restano quattordici esemplari, per lo più sonetti stilnovistici, rinnovati da echi petrarcheschi (come in Era ne l'ora che la dolce stella). La canzone politica in morte di Enrico VII (Da poi ch'i ho perduta ogni speranza), più che l'espressione di una fede di parte, appare come un lamento personale, teso a sottolineare tanto lo svanire di una utopia politica quanto l'impossibilità di rivedere la donna amata.